# Nsele
Pour les articles homonymes, voir Nsele (homonymie).
Nsele est une commune urbano-rurale de l'est de la ville de  Kinshasa, située sur la rivière éponyme et le long du boulevard Lumumba qui se prolonge vers le Bandundu et le Kasaï.

## Géographie

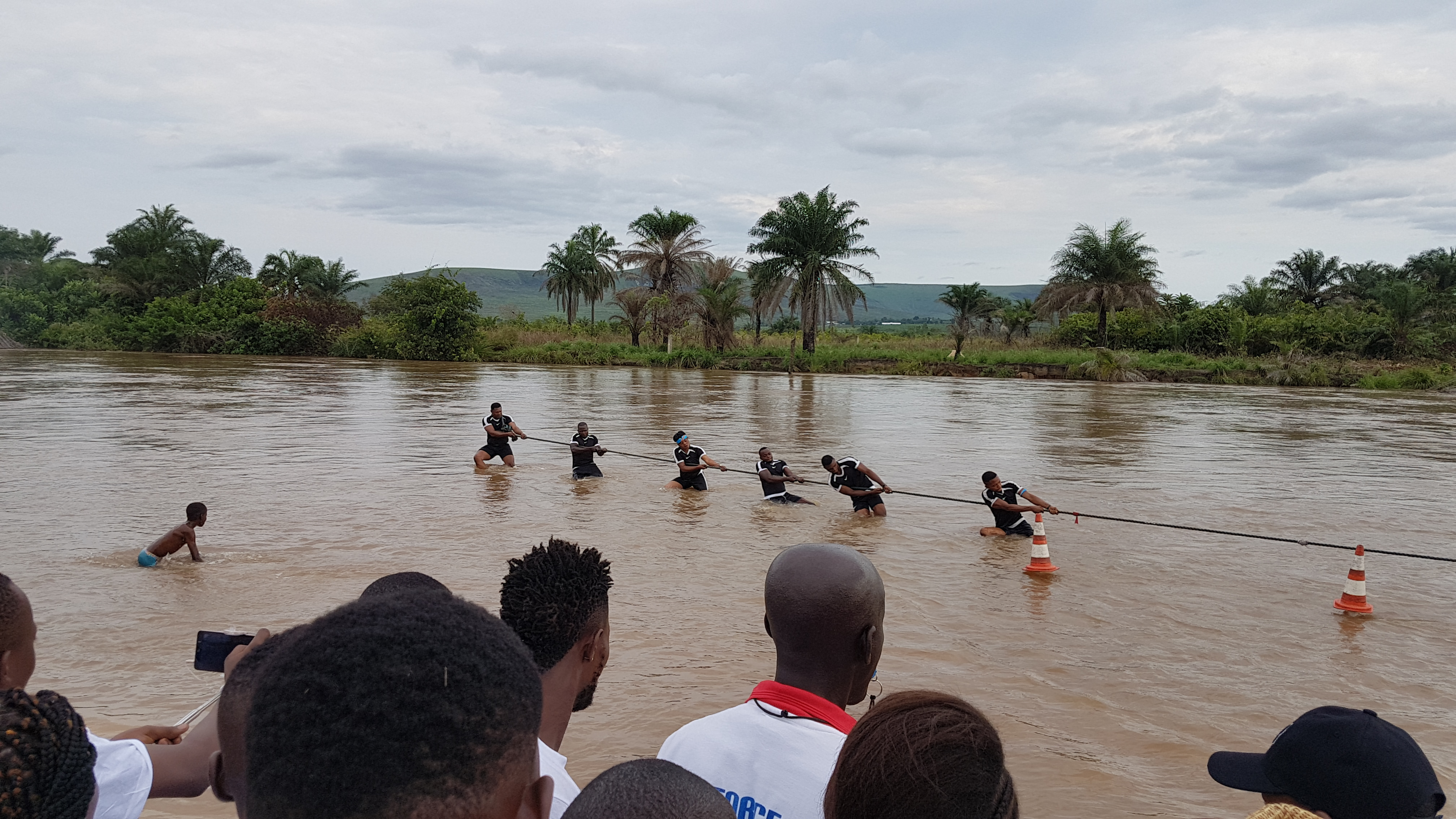
Tir à la corde à Picasso Beach.

Elle est une commune essentiellement rurale, tout comme sa voisine Maluku sur l'autre rive de la rivière Nsele. L'urbanisation gagne cependant la commune, en particulier en sa partie occidendale proche de l'aéroport international de Ndjili, situé sur la commune.

## Histoire
Par la présence du domaine présidentiel et les immeubles d'intendance du Mouvement populaire de la Révolution, la commune s'est développée durant les années 1960-1970. La population de Nsele est hétérogène sur le plan ethnique.

## Démographie
| 1970   | 1984   | 2003    | 2004    |
| ------ | ------ | ------- | ------- |
| 24 096 | 28 963 | 136 290 | 140 929 |

## Quartiers
| \| Les 4 districts et les 24 communes de Kinshasa \| \| v · d · m \| |                    |           |
| District de la Lukunga District de la Funa District du Mont-Amba District de la Tshangu Brazzaville Fleuve Congo Pool Malebo M’Bamou Baie de Ngaliema Gombe Barumbu Kin. Ling. K.-V. Ng.-Ng. Kal. Banda- lungwa Kintambo Ngaliema Selembao Bumbu Makala Ngaba Lemba Limete Matete Kisenso Masina Ndjili Kimbanseke Nsele Mont-Ngafula Nsele Maluku |                    |           |
| abréviations : Kinshasa (Kin.), Kasa-Vubu (K.-V.), Lingwala (Ling.), Ngiri-Ngiri (Ng.-Ng.) |                    |           |
| Les 4 districts et les 24 communes de Kinshasa | Blason de Kinshasa | v · d · m |

- Badara
- D.I.C
- Dingi Dingi
- Domaine
- Mikala I
- Mikala II
- Kinkole-Pêcheurs
- Bahumbu I
- Bahumbu II
- Sicotra/Lokali
- Mikondo (Brasserie)
- Mikonga (Cité de Mikonga; Cité de Mpasa)
- Maindombe (Village)
- Bu (Village)
- Mpassa Maba
- Kinzono
- Mangenge
- Moba Nse
- Menkao (Village)
- Monaco
- Ngina (Village)
- Kingakati (Village)

- Talangai

La maison communale se trouve à Mikala, un bureau communal à Monaco.

## Santé
La zone de santé de Nsele dispose d'un Hôpital Général de Référence (HGR): l'HGR de Kinkole. Cet hôpital, situé en bordure de la N1, a été rénové en grande partie grâce à l'action de l'ONG belge Rotary Clubs for Development.

## Économie
La commune abrite le port de Kinkole, situé sur la rive sud du Pool Malebo, le Parc présidentiel et plusieurs villages.

## Éducation
- Institut mbila
- C.S Sainte Lucie
- École de la N'sele
- Collège Saint-Léon
- Collège Ste Thérèse de l'enfant jesus
- Collège Saint-Gabriel
- C.S Laurence Lemarchand